# Idiusia benepictalis
Idiusia benepictalis is een vlinder uit de familie van de  Grasmotten (Crambidae). De wetenschappelijke naam van deze soort is voor het eerst voorgesteld door William Warren in een publicatie uit 1896.
De soort komt voor in India (Meghalaya).